# Сьо Кінпуку
Сьо Кінпуку (яп. 尚 金福; 1398 — 26 травня 1453) — 4-й ван Рюкю в 1449—1453 роках. В китайських джерелах відомий як Шан Цзіньфу.

## Життєпис
Походив з Першої династії Сьо. Третій син вана Сьо Хасі і та старшої доньки Іха-адзі. Народився 1398 року. Про більшу частину життя замало відомостей.
1449 року після смерті бездітного небожа Сьо Сітацу успадкував трон Рюкю. Призначив або перепризначив першим міністром китайця Кайку. Продовжив політику будівництва, розвитку торгівлі та впровадження буддизму. 1451 року в місті Наха було зведено храм Тбодзюдзі. Того ж року споруджено велику греблю Чоко, яка поєднала крихітні острови між гаванями Наха і Томарі.
Завершив до 1450 року підкорення островів Токара (розпочато було ще за попередників), за винятком острова Кікайдзіма.
1453 року після смерті Сьо Кімпуку почалася боротьба за трон між його сином Сіро (Широ), офіційним спадкоємцем, та братом Фурі, що висунув права на трон. Внаслідок цієї війни обидва загинули під час пожежі в замку Сюрі. Трон посів молодший брат Кінпуку — Сьо Тайкю.